# Evolution (Software)
Evolution (früher auch Ximian Evolution bzw. Novell Evolution) ist ein Personal Information Manager und Bestandteil des Gnome-Desktops. Es dient der Organisation und Verwaltung von E-Mails, Kontakten, Terminen, Aufgaben und Notizen; in seiner Funktionalität ähnelt es Microsoft Outlook. Evolution ist Freie Software.

## Funktionen
Für das Abrufen und Senden von E-Mails unterstützt Evolution die Protokolle POP, IMAP sowie SMTP, für die sichere Datenübertragung TLS bzw. STARTTLS. Zum Ver- und Entschlüsseln von E-Mails sowie zum Erzeugen und Prüfen elektronischer Signaturen bietet es die Möglichkeit der Nutzung der Standards OpenPGP und S/MIME, zur automatischen Spam-Filterung stehen SpamAssassin und Bogofilter zur Verfügung. E-Mail-Filter und Suchordner (die wie normale E-Mail-Ordner aussehen, sich wie Suchanfragen verhalten und wie E-Mail-Filter erstellt werden) erleichtern das Sortieren und Organisieren der Nachrichten.
Durch die Unterstützung des NNTP-Protokolls ist Evolution als Newsreader einsetzbar; mit der Installation des Plug-ins Evolution RSS erhält es die Funktionalität eines Feedreaders.
Die Kontaktdaten-Verwaltung unterstützt das LDAP- und das CardDAV-Protokoll sowie Google Kontakte, der Kalender das iCalendar-Dateiformat, das CalDAV-Protokoll und Google Kalender zur Nutzung von Adressbüchern, Kalendern, Aufgabenlisten und Notizbüchern in lokalen Netzwerken sowie im Internet. Das von vielen GNU/Linux-Distributionen bereitgestellte Programm SyncEvolution erweitert Evolution um die Unterstützung des SyncML-Standards sowie des ActiveSync-Protokolls. Evolution-Adressbücher können in LibreOffice als Datenquelle genutzt werden.
Für die Verbindung mit Microsoft Exchange Servern existiert ein aktiv betreutes Plug-in, Evolution EWS.

## Geschichte
Evolution wurde ursprünglich von der 1999 von Miguel de Icaza (einem der beiden Gründer des Gnome-Projektes) und Nat Friedman gegründeten Firma International GNOME Support entwickelt, die wenig später in Helix Code und im Januar 2001 schließlich in Ximian umbenannt wurde. Die erste Veröffentlichung erfolgte im Mai 2000.
Seit der Integration von Version 2.0 in Gnome 2.8 im September 2004 ist Evolution offizieller Bestandteil von Gnome.

### Interoperabilität mit Microsoft Exchange
Im Dezember 2001 – gemeinsam mit der Freigabe von Evolution 1.0 – kündigte Ximian aus wirtschaftlichen Gründen die Veröffentlichung des Ximian Connector, mit dem volle Interoperabilität von Evolution mit Microsoft Exchange 2000 erreicht werden sollte, als proprietäres Plug-in an; es erschien im März 2002. Nach der Übernahme Ximians durch Novell im August 2003 wurde der Quellcode des Ximian Connector im Mai 2004 unter der GNU General Public License veröffentlicht. Das Plug-in, das Outlook Web Access für die Verbindung zum Server nutzte und bereits seit Oktober 2003 auch Microsoft Exchange 2003 unterstütze, wurde im April 2005 in Evolution Exchange umbenannt und bis ins Jahr 2012 aktiv entwickelt.
Anfang 2007 wurde im Rahmen des OpenChange-Projektes mit der Entwicklung eines alternativen Plug-ins begonnen, das anstelle von Outlook Web Access das Messaging Application Programming Interface – die zentrale Schnittstelle des Microsoft Exchange Servers – nutzen sollte. Das Evolution MAPI genannte Plug-in wurde mit Version 2.26 in Evolution integriert und ermöglichte die Verbindung auch mit Microsoft Exchange 2007 Servern. Spätestens seit Anfang 2014 gilt Evolution MAPI als veraltet; seine Verwendung wird nur noch für den Einsatz mit älteren Versionen als Microsoft Exchange 2007 empfohlen.
Im April 2011 wurde die erste Entwicklerversion des dritten – und heute relevantesten – Evolution Plug-ins für die Verbindung mit Microsoft Exchange Servern, Evolution EWS, veröffentlicht. Das ab Version 3.4 in Evolution integrierte Plug-in nutzt die auf dem Netzwerkprotokoll SOAP basierenden Exchange Web Services und unterstützt Microsoft Exchange 2007 und neuer.

### Unterstützung anderer Groupware-Server
Bereits ab Version 2.0 unterstützte Evolution nativ GroupWise – im Mai 2004 wurde der Quellcode in ein eigenes Plug-in, Evolution GroupWise, ausgelagert. Aufgrund mangelnder Ressourcen wird das Plug-in seit Evolution 3.4 nicht mehr aktiv entwickelt. Das im Februar 2006 veröffentlichte Plug-in Scalix Connect for Evolution für die Verbindung mit Scalix-Servern wird bereits seit 2008 nicht mehr weiterentwickelt. Im Jahr 2010 wurde mit der Entwicklung von Evolution Kolab, einem Plug-in für die Unterstützung der Kolab Groupware, begonnen; die offizielle Veröffentlichung erfolgte mit Evolution 3.4. Ebenfalls aufgrund mangelnder Ressourcen wird es seit der Veröffentlichung der Version 3.8 nicht mehr aktiv entwickelt.

### Portierungen auf Microsoft Windows und Mac OS X
Bereits im September 2004 stellte eine Apple-Beraterfirma ein macOS-Installationsprogramm für Evolution 1.4 auf SourceForge zum Download zur Verfügung, im August 2008 veröffentlichte Novell die zweite und bisher letzte Evolution-Portierung (der Version 2.6) auf Mac OS X.
Im Januar 2005 gab Nat Friedman bekannt, dass Novell-Mitarbeiter Tor Lillqvist, der bereits das Bildbearbeitungsprogramm GIMP auf Windows portiert hatte, beauftragt wurde, dies auch mit Evolution zu bewerkstelligen. Die Portierung floss in den regulären Quelltext ein. Auf der alten Website des Evolution-Projektes fanden sich neben einer Dokumentation des Erstellungsprozesses von Evolution für Microsoft Windows auch Installationspakete (bis zu Version 2.22) zum Download. Von 2006 bis 2010 veröffentlichte die Firma DIP Consultants auf SourceForge Windows-Installationspakete bis zu Version 2.28, im Jahr 2010 unternahm openSUSE den bisher letzten Versuch, ein Windows-Installationsprogramm anzubieten. Die Windows-Portierung wird seit Jahren nicht mehr aktiv betreut.

## Versionsgeschichte
Evolution folgte dem Versionsschema von Gnome mit einer Haupt-, einer Neben- und einer Revisionsnummer. Stabile Versionen haben gerade Nebenversionsnummern, Entwicklerversionen ungerade (die Tabelle unten enthält nur stabile Versionen). Jedes halbe Jahr – im März und im September – wird eine neue stabile Version veröffentlicht; dazwischen wird an der Entwicklerversion gearbeitet, in den Entwicklungszweig der stabilen Version fließen Fehlerbehebungen ein. Am 18. Januar 2016 erschien also z. B. sowohl die Entwicklerversion 3.19.4 als auch die stabile Version 3.18.4 mit Fehlerbehebungen. Nach der Veröffentlichung von Evolution 3.20 im März 2016 wurde unter Version 3.21.x weiter entwickelt, Fehlerbehebungen flossen in den stabilen Entwicklungszweig 3.20.x ein.
| 0.0                                                    | 10. Mai 2000  | Veröffentlichung einer ersten Entwicklerversion unter dem Codenamen Prokaryote |
| 1.0                                                    | 3. Dez. 2001  | Offizielle Erstveröffentlichung durch die Firma Ximian |
| 1.2                                                    | 11. Nov. 2002 | |
| 1.4                                                    | 2. Juni 2003  | |
| 2.0                                                    | 20. Sep. 2004 | Erste Veröffentlichung nach der Integration in Gnome (gemeinsam mit Gnome 2.8); beginnend mit dieser Version folgt Evolution dem sechsmonatigen Entwicklungszyklus von Gnome; Unterstützung des NNTP-Protokolls (und damit von Usenet-Newsgroups) sowie der Groupware-Software GroupWise |
| 2.2                                                    | 23. März 2005 | |
| 2.4                                                    | 5. Sep. 2005  | OpenPGP-Unterstützung zum Ver- und Entschlüsseln von E-Mails sowie zum Erzeugen und Prüfen elektronischer Signaturen |
| 2.6                                                    | 15. März 2006 | Unterstützung des Netzwerkprotokolls CalDAV |
| 2.8                                                    | 6. Sep. 2006  | |
| 2.10                                                   | 12. März 2007 | |
| 2.12                                                   | 17. Sep. 2007 | |
| 2.22                                                   | 12. März 2008 | Versionssprung aufgrund der Synchronisation der Versions-Nummerierung mit jener von Gnome; Unterstützung von Google Kalender |
| 2.24                                                   | 22. Sep. 2008 | |
| 2.26                                                   | 18. März 2009 | Unterstützung von MAPI, der zentralen Schnittstelle des Microsoft Exchange Servers; Import von PST-Dateien |
| 2.28                                                   | 21. Sep. 2009 | |
| 2.30                                                   | 31. März 2010 | Vollständige Entfernung Bonobos zugunsten von D-Bus |
| 2.32                                                   | 29. Sep. 2010 | |
| 3.0                                                    | 4. Apr. 2011  | |
| 3.2                                                    | 26. Sep. 2011 | |
| 3.4                                                    | 26. März 2012 | Unterstützung der Kolab Groupware; Einsatz von WebKit statt bisher GtkHTML zum Rendern von HTML-Mails |
| 3.6                                                    | 24. Sep. 2012 | |
| 3.8                                                    | 27. März 2013 | |
| 3.10                                                   | 23. Sep. 2013 | |
| 3.12                                                   | 24. März 2014 | |
| 3.14                                                   | 24. Sep. 2014 | |
| 3.16                                                   | 23. März 2015 | |
| 3.18                                                   | 21. Sep. 2015 | |
| 3.20                                                   | 21. März 2016 | |
| 3.22                                                   | 19. Sep. 2016 | |
| 3.24                                                   | 20. März 2017 | |
| 3.26                                                   | 13. Sep. 2017 | |
| 3.28                                                   | 14. März 2018 | |
| 3.30                                                   | 5. Sep. 2018  | |
| 3.32                                                   | 13. März 2019 | |
| 3.34                                                   | 12. Sep. 2019 | |
| 3.36                                                   | 11. März 2020 | |
| 3.50                                                   | 20. Okt. 2023 | |
| 3.57.1                                                 | 27. Juli 2025 | |
| Legende:Alte VersionAktuelle VersionZukünftige Version |               | |